# Folketingsvalget 1898
Folketingsvalget 1898 blev afholdt 5. april 1898.
| Parti                | Leder          | Stemmer i alt | Procent | Mandater | +/-   |       |
| -------------------- | -------------- | ------------- | ------- | -------- | ----- | ----- |
| Folketingets Venstre |                | 98,070        | 43.6    | 63       | +10   |       |
| Moderate Venstre     |                | 36,395        | 16.2    | 23       | -4    |       |
| Højre                |                | 58,755        | 26.1    | 16       | -9    |       |
| Socialdemokratiet    |                | 31,870        | 14.2    | 12       | +4    |       |
| Total                | Total          |               |         | 114      |       |       |
| Valgdeltagelse       | Valgdeltagelse | 59.7%         | 59.7%   | 59.7%    | 59.7% | 59.7% |